# Karley Sciortino
Karley Sciortino (* 16. Oktober 1985 in Highland, New York) ist eine US-amerikanische Schriftstellerin, Bloggerin, Fernsehmoderatorin und Produzentin. 

## Leben
Sciortino zog von den USA nach London, wo sie in einer Hausbesetzer-Gemeinschaft lebte. Im Jahr 2010 zog Sciortino nach New York City zurück. Sie lebt derzeit in New York und Los Angeles.
Sie ist die Gründerin von „Slutever“, einer Website, die sich auf Sex und Sexualität konzentriert. Sciortino startete ihren Blog „Slutever“ 2007, als sie noch in London lebte. Anfangs drehte sich der Blog um ihre sexuellen Aktivitäten und das Leben der Mitbewohner in ihrer Kommune, er entwickelte sich aber bald zu dem, was die New York Times „Chronik des sexuellen Experimentierens“ nannte.
Im Jahr 2012 starteten Sciortino und Produzent Adri Murguia eine Web-Serie namens Slutever für Vice, die drei Spielzeiten lang lief. Die Serie beschäftigte sich journalistisch mit Tabuaspekten moderner Sexualität, wobei Sciortino die Hauptrolle verkörperte. 2017 schufen Sciortino und Murguia gemeinsam die Viceland-Fernsehserie, auch Slutever genannt, die sich thematisch von den Webserien ableitete. 
Karley Sciortino schreibt auch eine Online-Kolumne namens „Breathless“ für Sex und Beziehungen in der US-amerikanischen Ausgabe der Vogue. 2017 spielte sie in der Episode „Nebenjobs“ (03x02) in Joe Swanbergs Netflix-Fernsehsendung Easy mit. 2019 erschuf sie zusammen mit Gregg Araki die Starz-Fernsehserie Now Apocalypse.